# Konjiška vas
Konjiška vas je naselje u slovenskoj Općini Slovenskim Konjicama. Konjiška vas se nalazi u pokrajini Štajerskoj i statističkoj regiji Savinjskoj. 

## Stanovništvo
Prema popisu stanovništva iz 2002. godine naselje je imalo 172 stanovnika.